# شهرستان ربنگک
شهرستان ربنگک (به لهستانی: Powiat Rybnik) یک شهرستان در لهستان است که در استان سیلسیان واقع شده‌است. شهرستان ربنگک ۲۲۴٫۶۳ کیلومتر مربع مساحت و ۷۶٬۰۹۴ نفر جمعیت دارد.